# 張楷 (正德進士)
張楷（1475年—？），字式甫，直隸保定府清苑縣人，軍籍，明朝政治人物。

## 生平
正德五年（1510年）庚午科順天府鄉試第九名舉人。正德六年（1511年）聯捷辛未科進士。

## 家族
曾祖張□；祖父張玉；父張文政，曾任縣丞。母趙氏。兄榛。弟棣。